# Bulbul coronat ocraci
El bulbul coronat ocraci(Alophoixus ochraceus) és una espècie d'ocell de la família dels picnonòtids (Pycnonotidae). Habita zones boscoses del sud de Myanmar, Tailàndia, sud-oest de Cambodja, sud del Vietnam, Malàisia, oest de Sumatra i nord de Borneo. El seu estat de conservació es considera de risc mínim.